# (7887) Bratfest
(7887) Bratfest est un astéroïde de la ceinture principale.

## Description
(7887) Bratfest est un astéroïde de la ceinture principale. Il fut découvert le 18 septembre 1993 à station Catalina par Carl W. Hergenrother. Il présente une orbite caractérisée par un demi-grand axe de 2,58 UA, une excentricité de 0,10 et une inclinaison de 13,7° par rapport à l'écliptique.

## Compléments